# Notations actuarielles internationales
Les notations actuarielles fournissent un standard de représentation des contrats d'assurance-vie. Ce standard facilite l'expression des résultats de la tarification  et du provisionnement basé sur les mathématiques financières et sur les tables de mortalité. Ces notations intègrent le core syllabus de l'institut des actuaires (Actuaire) et sont à la base des enseignements en assurance-vie. Leur écriture sous LaTeX peut se faire grâce aux paquetages actuarialsymbol et actuarialangle .

## Notations utilisées pour la partie 'mathématiques financières'
{\displaystyle \textstyle i} représente le taux d'intérêt effectif annuel.
{\displaystyle \textstyle i^{(m)}} est le taux nominal  annuel par période de capitalisation de {\displaystyle \textstyle {\frac {1}{m}}} année. Par exemple, {\displaystyle \textstyle \,i^{(2)}} est le taux d'intérêt nominal convertibles semestriellement. Le taux périodique est alors de  {\displaystyle \textstyle {\frac {i^{(m)}}{m}}}.
{\displaystyle 1+i=\left(1+{\frac {i^{(m)}}{m}}\right)^{m}}
Le taux annuel effectif est de 12, quel est le taux nominal ? 
Si {\displaystyle \textstyle d} est le taux d'escompte, et {\displaystyle \textstyle \delta } le taux d'intérêt continu :
{\displaystyle \,(1+i)=\left(1+{\frac {i^{(m)}}{m}}\right)^{m}=e^{\delta }=\left(1-{\frac {d^{(m)}}{m}}\right)^{-m}=(1-d)^{-1}}
La lettre {\displaystyle \textstyle v} est utilisée pour représenter la valeur présente de 1 dans un an (voir Actualisation) :
{\displaystyle \,v={(1+i)}^{-1}\approx 1-i+i^{2}}

## Les tables de mortalité

### Entre (x) et (x+1)
Une table de mortalité  indique le nombre de personnes vivantes à un âge donné, sur la base d'hypothèse sur la population initiale et des lois de survie.
{\displaystyle \textstyle l_{x}} est le nombre de personnes vivantes, par rapport à une cohorte initiale, à l'âge {\displaystyle \textstyle x}. Comme l'âge augmente le nombre de personnes vivantes diminue.
{\displaystyle \textstyle l_{0}} est le point de départ de {\displaystyle \textstyle l_{x}} : Le nombre de personnes vivant à l'âge 0. Ceci est connu comme la racine de la table (certaines tables de mortalité commencent à un âge supérieur à 0).
{\displaystyle \textstyle w} est l'âge limite des tables de mortalité. {\displaystyle \textstyle l_{n}} est égal à zéro pour tous {\displaystyle \textstyle n\geq w}.
{\displaystyle \textstyle d_{x}} est le nombre de personnes qui meurent entre l'âge {\displaystyle \textstyle x} et l'âge {\displaystyle \textstyle x+1}. {\displaystyle \textstyle d_{x}} peut être calculée en utilisant la formule {\displaystyle \textstyle d_{x}=l_{x}-l_{x+1}}.
{\displaystyle \textstyle q_{x}} est la probabilité de décès entre les âges de {\displaystyle \textstyle x} et l'âge {\displaystyle \textstyle x+1}.
{\displaystyle \,q_{x}=d_{x}/l_{x}}
{\displaystyle \textstyle p_{x}} est la probabilité que l'individu âgé de {\displaystyle \textstyle x} survive à l'âge {\displaystyle \textstyle x+1}.
Comme l'alternative entre l'âge ({\displaystyle \textstyle x}) et ({\displaystyle \textstyle x+1}) est de mourir ou survivre :
{\displaystyle \,p_{x}+q_{x}=1}
{\displaystyle \textstyle {}_{k|}q_{x}}, la probabilité que l'individu d'âge {\displaystyle \textstyle x} meure dans la {\displaystyle \textstyle {k+1}^{e}} année.
{\displaystyle \textstyle {}_{k|}a_{x}} une rente sur l'individu d'âge {\displaystyle \textstyle x} différée {\displaystyle \textstyle k} années. Le premier paiement intervient dans {\displaystyle \textstyle k+1} ans.

### Entre (x) et (x+n)
Ces symboles peuvent être étendus à plusieurs années en insérant le nombre d'années en bas à gauche du symbole de base.
{\displaystyle \textstyle \,_{n}d_{x}=d_{x}+d_{x+1}+\cdots +d_{x+n-1}=l_{x}-l_{x+n}} montre le nombre de personnes qui meurent entre l'âge {\displaystyle \textstyle x} et l'âge {\displaystyle \textstyle x+n}.
{\displaystyle \textstyle \,_{n}q_{x}} est la probabilité de décès entre les âges de {\displaystyle \textstyle x} et l'âge {\displaystyle \textstyle x+n}.
{\displaystyle \,_{n}q_{x}={}_{n}d_{x}/l_{x}}
{\displaystyle \textstyle \,_{n}p_{x}} est la probabilité d'une personne d'âge {\displaystyle \textstyle x} de survivre à l'âge {\displaystyle \textstyle x+n}.
{\displaystyle \,_{n}p_{x}=l_{x+n}/l_{x}}

### L'espérance de vie
{\displaystyle \textstyle \,e_{x}}  est l'espérance de vie pour une personne encore en vie à l'âge {\displaystyle \textstyle x}. C'est le nombre espéré d'anniversaires à vivre.
{\displaystyle e_{x}=\sum _{t=1}^{\infty }{}_{t}p_{x}}
Une table de mortalité  montre généralement le nombre de personnes vivant à des âges entiers. Une hypothèse courante est que d'une distribution uniforme de décès (UDD) entre {\displaystyle \textstyle x} et {\displaystyle \textstyle x+1}.
{\displaystyle \,l_{x+t}=(1-t)l_{x}+tl_{x+1}}

## Les rentes

### Les rentes annuelles
Le symbole de base pour la valeur actualisée d'une rente est {\displaystyle \textstyle a}.

Exemple de notation actuarielle.
1. Une assurance versant 1(€) lorsque survient la mort.
2. payée au moment de la mort
3. pour personne âgée de année, pour ans
4. payé si meurt dans les ans
5. différé (années)
6. pas de sens fixe

1. L'indice à droite indique l'âge de la personne lors du démarrage de rente et la période pour laquelle une rente est versée {\displaystyle (a_{x})}.
2. L'exposant à droite indique la fréquence de paiement dans l'année {\displaystyle (a_{x}^{(m)})}.
3. Le symbole au-dessus indique quand les paiements sont dus. Deux points pour le terme à échoir ou anticipé, barre pour le versement continu et rien pour le terme échu {\displaystyle ({\ddot {a}}_{x},\ {\bar {a}}_{x},\ a_{x})}.

{\displaystyle \textstyle a_{{\overline {n}}|i}} représente la valeur actualisée d'une rente à terme échue.
{\displaystyle \,a_{{\overline {n}}|i}=v+v^{2}+\cdots +v^{n}={\frac {1-v^{n}}{i}}}

{\displaystyle \textstyle {\ddot {a}}_{{\overline {n}}|i}}  représente la valeur actualisée d'une rente à terme à échoir ou anticipé (paiements unitaires au début de chaque année).
{\displaystyle {\ddot {a}}_{{\overline {n}}|i}=1+v+\cdots +v^{n-1}={\frac {1-v^{n}}{d}}}

### Les rentes semestrielles, trimestrielles ou mensuelles
Si le symbole {\displaystyle \textstyle (k)} est ajoutée au coin supérieur droit, les paiements d'une valeur de {\displaystyle \textstyle 1/k} se produisent chacune des {\displaystyle \textstyle k} périodes de l'année.
{\displaystyle a_{{\overline {n}}|i}^{(k)}={\frac {1-v^{n}}{i^{(k)}}},{\ddot {a}}_{{\overline {n}}|i}^{(k)}={\frac {1-v^{n}}{d^{(k)}}}}
{\displaystyle \textstyle {\overline {a}}_{{\overline {n}}|i}} est la valeur limite de {\displaystyle \textstyle \,a_{{\overline {n}}|i}^{(k)}} quand {\displaystyle \textstyle k} tend vers l'infini. La rente sous-jacente est connue comme une rente continue.
{\displaystyle {\overline {a}}_{{\overline {n}}|i}={\frac {1-v^{n}}{\delta }}}
{\displaystyle \textstyle \,s_{{\overline {n}}|i}} est la valeur accumulée de la rente à la date du dernier paiement.

## Capitaux décès
Le symbole de base pour un capital décès est {\displaystyle \textstyle \,A}.
{\displaystyle \textstyle A_{x}} indique une prestation au décès à la fin de l'année de la mort (montant de 1).
{\displaystyle \textstyle A_{x}^{(12)}} indique une prestation   payable à la fin du mois du décès.
{\displaystyle \textstyle {\overline {A}}_{x}}  indique une prestation  payée à la date du décès.

## Autres Notations Actuarielles

### Garantie en cas de vie
Le symbole de base pour un capital différé {\displaystyle \textstyle \,E} (en cas de vie).
{\displaystyle \textstyle _{n}E_{x}} indique, pour une personne d'âge {\displaystyle x}, une prestation à l'âge {\displaystyle n+x}  si elle est vivante (montant de 1).

### La prime
Le symbole de base pour représenter la prime nette est {\displaystyle \textstyle \,P} ou {\displaystyle \pi }. Par exemple 
{\displaystyle {}_{h}P^{(m)}({}_{n|}{\ddot {a}}_{x})} représente la prime annuelle (payée en {\displaystyle m} versements par an pendant {\displaystyle h} années) pour une annuité à terme anticipé et différé de {\displaystyle n} années.

### La Valeur ou Provision Mathématique
Le symbole {\displaystyle \textstyle \,V} sert à représenter la provision mathématique ou la valeur d'une police.

### Coefficients ou commutations
Ces coefficients ou commutations établies par des fonctions actuarielles qui dépendent d'une table de mortalité et d'un coefficient d'actualisation n'ont pas de sens particulier. 
Ils servent à simplifier l'écriture des calculs.
{\displaystyle D_{x}=l_{x}.v^{x}}  comme le nombre de survivants actualisés
{\displaystyle C_{x}=d_{x}v^{x+{\frac {1}{2}}}}  comme le nombre de décès  actualisés à l'âge {\displaystyle x}.
{\displaystyle N_{x}=\sum _{k\geq 0}D_{x+k}=\sum _{k=0}^{\omega -x}D_{x+k}}
{\displaystyle S_{x}=\sum _{k\geq 0}N_{x+k}=\sum _{k\geq 0}(k+1).D_{x+k}}

## L'assurance sur plusieurs individus
{\displaystyle \textstyle a_{xyz}} est une rente annuelle, payée dès la fin de la première année et tant que vivent {\displaystyle \textstyle (x)}, {\displaystyle \textstyle (y)} et {\displaystyle \textstyle (z)}.
{\displaystyle \textstyle a_{\overline {xyz}}} est une rente annuelle, payée dès la fin de la première année et tant que vivent {\displaystyle \textstyle (x)}, {\displaystyle \textstyle (y)} ou {\displaystyle \textstyle (z)}.
{\displaystyle a_{\overline {xy}}=a_{y}+a_{x}-a_{xy}}
{\displaystyle \textstyle A_{xyz}} est une assurance qui intervient à la fin de l'année du premier décès de {\displaystyle \textstyle (x)}, {\displaystyle \textstyle (y)} et {\displaystyle \textstyle (z)}.
La barre verticale indique la conditionnalité :
{\displaystyle \textstyle a_{x|y}} est une rente de reversion qui profite à {\displaystyle \textstyle (y)} après le décès de {\displaystyle \textstyle (x)}.
{\displaystyle \textstyle A_{x|yz}} est une assurance au premier décès de  {\displaystyle \textstyle (y)} et {\displaystyle \textstyle (z)}.